# Murrayonidae
Murrayonidae is een familie van sponsdieren uit de klasse van de Calcarea (kalksponzen).

## Geslacht
- Murrayona Kirkpatrick, 1910